# Ruta Estatal de California 187
La Ruta Estatal de California 187,  abreviada SR 187 (en inglés: California State Route 187),  y conocida como Venice Boulevard es una carretera estatal estadounidense ubicada en el estado de California. La carretera inicia en el Oeste desde la SR 1     en Venice en sentido Este hasta finalizar en la I 10     en Culver City. La carretera tiene una longitud de 8,7 km (5.405 mi).

## Mantenimiento
Al igual que las autopistas interestatales, y las rutas federales y el resto de carreteras estatales, la Ruta Estatal de California 187 es administrada y mantenida por el Departamento de Transporte de California por sus siglas en inglés Caltrans.